# Dr.techn.
Dr. techn. (forkortelse for doctor technices) er doktorgraden i teknik, som i Danmark uddeles af Danmarks Tekniske Universitet, Syddansk Universitet, Aalborg Universitet og Aarhus Universitet.
I Danmark er det den højeste akademiske udmærkelse indenfor ingeniør- og teknisk videnskab.
Tildelingen af doktorgraden sker på grundlag af en afhandling, der viser at forfatteren har en betydelig videnskabelig indsigt og modenhed og med afhandlingen har bragt videnskaben et væsentligt skridt videre.
Danmarks Tekniske Universitet har siden 1918 tildelt doktorgraden i teknik (dr. techn.) til 203 personer.
se også: Æresdoktor